# تشيفيتانوفا ديل سانيو
تشيفيتانوفا ديل سانيو هي بلدية في مقاطعة إزرنية في منطقة مليزة بجنوب إيطاليا، وتقع على بعد حوالي 25 كيلومتر (16 ميل) شمال غرب كمبباسة وحوالي 15 كيلومتر (9 ميل) شمال شرق إزرنية.
تقع البلدية على حدود البلديات التالية: بانيولي ديل ترينيو، كياوتشي، Duronia، فروسولون، بيسكولانسيانو، بييترابوندانتي، بوجيو سانيتا، Salcito، سيسانو ديل موليز.